# Одинаев, Тимур Шералиевич
Тимур (Темыр-Малик) Шералиевич Одинаев (8 августа 1977, Ленинград, СССР) — российский футболист, вратарь.

## Биография
Воспитанник ленинградского футбола. В юные годы, по неподтверждённой информации, выступал в различных лигах чемпионатов Дании, Швеции и Хорватии. В первенствах России выступал за команды ФК «Пикалёво» и «Зенит» (Пенза).
В 2004 году провел 3 игры в эстонской Мейстрилиге за «Нарву-Транс».
Долгое время выступал в чемпионате г. Санкт-Петербурга и первенстве Ленинградской области по футболу.
17 марта 2014 года Тимур Одинаев стал куратором петербургского филиала «Футбольной школы Руслана Нигматуллина».